# Kangiqsujuaq
Kangiqsujuaq (vormals Wakeham Bay) ist eine Inuit-Siedlung in der Region Nunavik, Verwaltungsregion Nord-du-Québec, mit 750 Einwohnern (Stand: 2016). Kangiqsujuaq bedeutet „Große Bucht“; der Ort liegt etwa 10 Kilometer südlich der Hudsonstraße am Südostufer der Wakeham Bay.
In der Region wurden Relikte aus der Zeit der Dorset-Kultur (von vor rund 1200 Jahren) und der Thule-Kultur (von vor rund 800 Jahren) gefunden.
Mit dem Ziel, eine Handelsroute durch die Hudson Bay nach Europa zu etablieren, erreichte das zur kanadischen Hudsonbai-Expedition gehörende Dampfschiff „Neptun“ 1884 die Umgebung der heutigen Siedlung, und unmittelbar darauf wurde an der nahe gelegenen Stupart Bay (von den Inuit Aniuvarjuaq genannt, „Ort, wo es viel Schnee zur Wasserbereitung gibt“) eine Eis- und Wetterbeobachtungsstation errichtet. Bald danach kam es zu regem Tauschhandel zwischen den Inuit und den an der Station arbeitenden Südkanadiern.
Den ursprünglichen Namen Wakeham Bay erhielt die Bucht nach Kapitän William Wakeham, der 1897 mit einer Expedition hierher kam, um die Navigationssicherheit der Hudson Strait zu prüfen. Vorübergehend gab die Provinzialregierung der Siedlung 1961 die frühere französische Bezeichnung Sainte-Anne-de-Maricourt, bis mit der Erhebung der Siedlung in den Rang einer Gemeinde der endgültige Name Kangiqsujuaq festgelegt wurde.

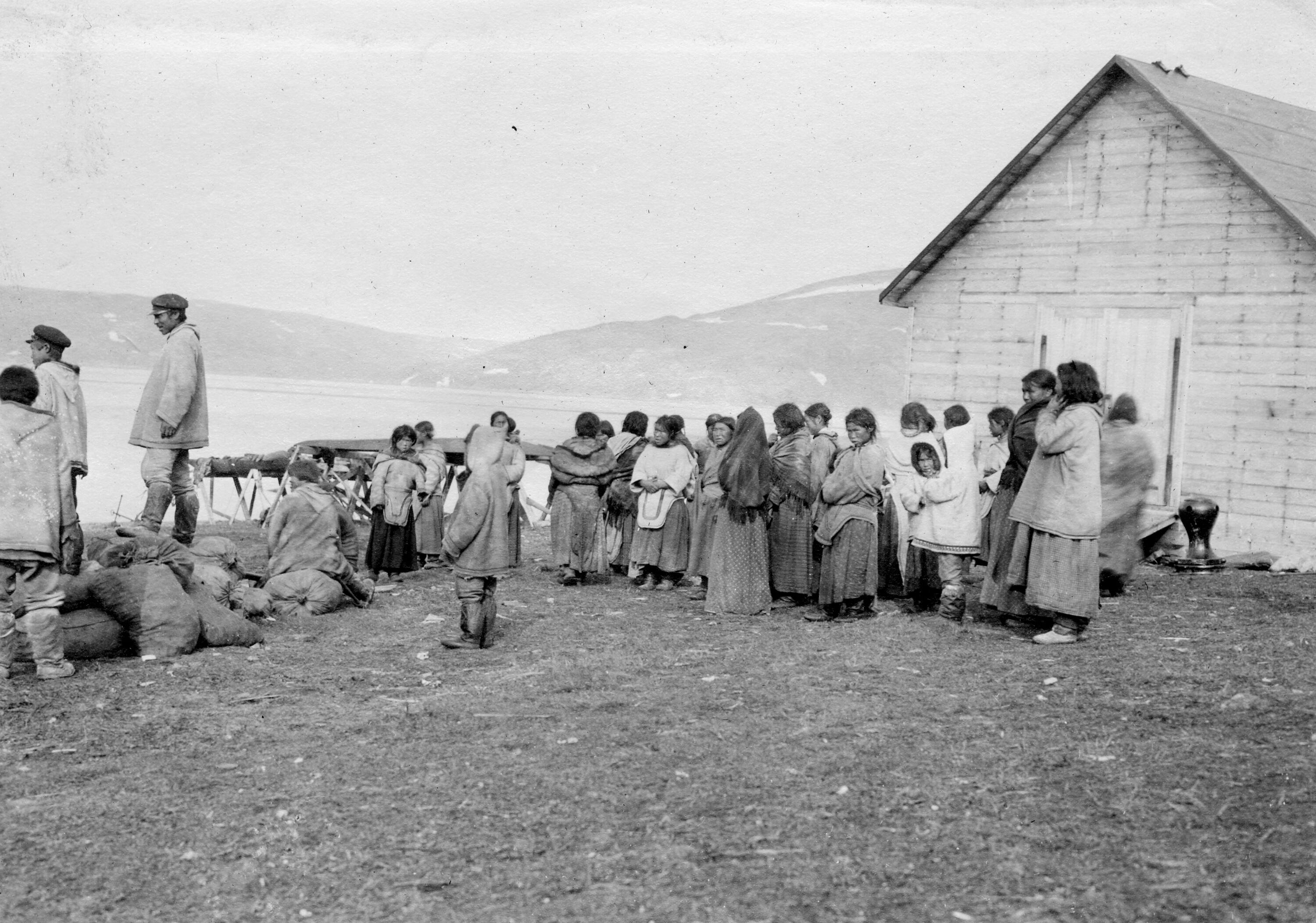
Postbedienstete der Handelsgesellschaft Révillon Frères um 1909

Von 1910 bis 1936 unterhielt hier die französische Handelsgesellschaft Révillon Frères einen Handelsposten. 1914 eröffnete die Hudson’s Bay Company eine konkurrierende Niederlassung und installierte 1928 eine Fuchsfarm, die sie jedoch schon zwölf Jahre später (1940) wieder aufgab. 1936 richteten Oblaten-Patres eine römisch-katholische Missionsstation ein. Ab 1955 wurde die heutige Siedlung aufgebaut. 1960 nahm die erste Schule ihren Betrieb auf. 1963 wurde eine anglikanische Missionsstation erbaut. Ende der 1960er-Jahre gründeten die Inuit eine Genossenschaft und eröffneten 1970 einen „Co-op Store“.
Von allgemeinem wirtschaftlichen Interesse sind die reichen Mineralienvorkommen in der Region um Kangiqsujuaq. Die Suche nach Lagerstätten begann – zunächst irregulär – in den 1950er-Jahren. In den 1970er- und 1980er-Jahren wurde bei Purnituq Asbest abgebaut. Derzeit ist eine im Besitz der „Société minière Raglan du Québec“ befindliche Kupfer- und Nickelmine in Betrieb; etwa 15 % ihrer Arbeitskräfte stammen aus Nunavik-Gemeinden. Im Übrigen beuten die hier ansässigen Inuit im Winter unter geschickter Ausnutzung der Gezeiten Muschelvorkommen in der Wakeham Bay aus.
Etwa 88 Kilometer südwestlich von Kangiqsujuaq und unweit der Raglan-Mine befindet sich ein durch den Einschlag eines Meteoriten vor 1,4 Millionen Jahren verursachter Krater, von den Inuit als Pingualuit bezeichnet. 2004 wurde das Gebiet rund um den Krater zum ersten Provinzialpark von Nunavik erhoben und damit der Exploration nach Bodenschätzen entzogen.